# Alexandre Saint-Yves d’Alveydre

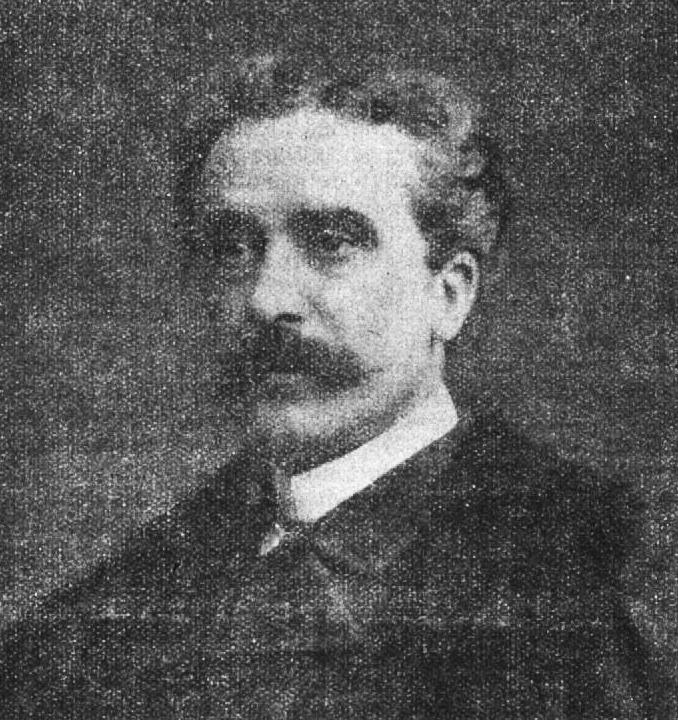
Alexandre Saint-Yves d’Alveydre

Alexandre Saint-Yves d’Alveydre (ur. 1842, zm. 1909) – markiz, okultysta francuski, który zaadaptował dzieła Fabre d’Oliveta (1767-1825), sam z kolei wpływając na dzieło Papusa, rozwinął termin synarchii – związku każdego człowieka z każdym w terminach doktryny politycznej, a jego poglądy na temat sposobu rządzenia odegrały wpływową rolę w polityce i w okultyzmie.

## Życiorys
Urodził się w Paryżu jako syn lekarza, karierę rozpoczął jako lekarz w akademii marynarki wojennej w Brest, ale wkrótce przerwał ją z powodu choroby. W roku 1863 przeniósł się na Jersey, ale w roku 1870 wrócił do Francji, żeby wziąć udział w wojnie francusko-pruskiej, w czasie której został raniony.
Rozpoczął następnie służbę cywilną. W roku 1877 spotkał i poślubił komesę Marie de Riznitch-Keller, krewną Honoriusza Balzaca, przyjaciółkę cesarzowej francuskiej Eugénie de Montijo, co dało mu całkowitą niezależność finansową. Resztę życia poświęcił swoim badaniom i nawiązywaniem znaczących kontaktów, m.in. z Victorem Hugo. W późniejszych latach poznał wielu znaczących okultystów francuskich, jak markiz Stanislas de Guaita, Joséphin Péladan i Oswald Wirth, był także członkiem wielu stowarzyszeń Różokrzyżowców i lóż stylu masońskiego. Alexandre Saint-Yves d’Alveydre prawdopodobnie wszedł w posiadanie spadku w postaci notatek jednego z głównych założycieli francuskiego okultyzmu – Antoine Fabre d’Oliveta (1767-1825).
W roku 1877 opublikował tom poezji – Testament liryczny oraz Klucze Orientu. W tej ostatniej książce zaprezentował rozwiązanie (oparte na porozumieniu religijnym między Żydami, Chrześcijanami i Muzułmanami) „problemu Orientu”, spowodowanego upadkiem Imperium Osmańskiego, który wywołał napięcia na Bliskim i Środkowym Wschodzie.
Rozpoczął również studia nad zastosowaniem przemysłowym roślin morskich (w roku 1879 ukazało się Zastosowanie alg morskich), ale z braku kapitału przedsięwzięcie zostało zarzucone. W roku 1880 otrzymał tytuł markiza d’Alveydre.
Książka Alexandre Saint-Yves d’Alveydry pt. Misja Żydów (1884) była przychylna środowiskom żydowskim, ale materiały z niej zostały wykorzystane w Sekretach Żydów – antysemickim traktacie, którego autorstwo przypisywane jest okultystce rosyjskiej – Julianie Glince.

## Rozwój koncepcji synarchii
Alexandre Saint-Yves d’Alveydre zastosował termin synarchia w swojej książce Prawdziwa Francja albo misja Francji (1887) dla opisu jego zdaniem idealnej formy rządów. Reagując na zagrożenie ideologiami i ruchami anarchistycznymi opracował bardziej konserwatywną formułę polityczno-teologiczną w serii następujących po sobie od roku 1882 czterech książek, której efektem miałby być rozwój harmonijnego społeczeństwa rozumianego jako organiczna jedność. Ideał ten częściowo opierał się na wyidealizowanych wyobrażeniach życia w średniowiecznej Europie, a także na wyobrażeniach o skutecznych sposobach rządzenia w Indiach, na Atlantydzie i w starożytnym Egipcie. Stawał w obronie hierarchii i zróżnicowania społecznego przy założeniu kooperacji między klasami i przekraczania konfliktów między grupami społecznymi i ekonomicznymi: synarchia w opozycji do anarchii. Jego wizja społeczeństwa europejskiego zakładała rząd oparty na trzech radach reprezentujących siły ekonomiczne, władze sądownicze i społeczność naukową, wiązane w jedną strukturę przez izbę metafizyczną. Idee te powstawały także pod wpływem Republiki Platona i pod wpływem martynizmu.
Częścią tej koncepcji rządów było przyznanie istotnej roli tajnym stowarzyszeniom, czy też mówiąc bardziej precyzyjnie stowarzyszeniom ezoterycznym, które mają dysponować przepowiedniami na temat przyszłości i zakulisowo zabezpieczać rządy. Alexandre Saint-Yves d’Alveydre dostrzegał wzór realizacji tego zadania w działalności Zakonu Templariuszy w średniowiecznej Europie i był zaangażowany w szereg grup masońskich, które uważały się za ich następców.

## Kontakty z Aghartą
Istnieją przypuszczenia, że w roku 1885 Alexandre Saint-Yves d’Alveydre mógł zostać odwiedzony przez grupę Wschodnich Wtajemniczonych, z których jeden określał siebie – książę Hardjij Scharipf (Haji Sharif). To właśnie wtedy nastąpiło skojarzenie synarchii ze „wschodzącymi mistrzami” zgrupowanymi w podziemnych pieczarach Agharty, którzy mieliby komunikować się z Alexandre Saint-Yves d’Alveydre'ą na drodze telepatycznej. O tym ukryciu pisał w książce Mission de l'Inde en Europeä wydanej w roku 1886, ale w obawie przed uchyleniem zbyt wielu tajemnic książkę tę zniszczył, pozostawiając tylko jej dwa egzemplarze, przez co nie była ona dostępna aż do roku 1910.
Alexandre Saint-Yves d’Alveydre wierzył, że starożytny, opierający się na synarchii rząd światowy został przeniesiony do Agharty do wnętrza pustej Ziemi na początku ery Kali Yuga ok. 3200 roku p.n.e. Saint-Yves d’Alveydre'ę można uznawać za człowieka, który wprowadził koncepcję Agharty do świata zachodniego.

## Oddziaływanie i recepcja poglądów
Po śmierci Alexandre Saint-Yves d’Alveydry fragmenty jego pism zostały zebrane przez grupę jego przyjaciół i zwolenników w tomie zatytułowanym L'Archéomètre. Tytuł ten oznacza stworzony przez Saint-Yves d’Alveydre'ę kolorowy diagram ukazujący symboliczne korespondencje między elementami astrologii, muzyki, znakami alfabetu, gematrii i in. dziedzin.
Uczniem Alexandre Saint-Yves d’Alveydry był wybitny okultysta Papus, który założył szereg stowarzyszeń opartych na idei synarchii. Innymi znaczącymi następcami byli Victor Blanchard (1878-1953), Philippe Nizier, René A. Schwaller de Lubicz i Emille Dantinne. Dzieła Saint-Yves d’Alveydry były także wykorzystywane przy rozwijaniu teozofii, a Rudolf Steiner w dużej mierze opierał się na koncepcji synarchii w kształtowaniu swoich poglądów politycznych.
Idee Alexandre Saint-Yves d’Alveydry miały wpływ na burzliwą politykę Francji w początkach XX-wieku, służąc jako model dla wielu ugrupowań prawicowych, a także w Meksyku, gdzie grupy synarchistyczne odgrywały znaczącą rolę polityczną. Na bazie teorii dotyczących ugrupowań synarchistycznych powstało wiele kluczowych elementów teorii spiskowych.

## Alexandre Saint-Yves d’Alveydre na temat Wielkiego Sfinksa w Gizie
Jednym z najbardziej obecnie rozpowszechnionych, a zarazem jednym z najmniej reprezentatywnych dla twórczości Saint-Yves d’Alveydry było twierdzenie, że Wielki Sfinks jest znacznie starszy, niż zakładali egiptolodzy i został zbudowany ok. 12000 lat p.n.e. przez uciekinierów z Atlantydy. Twierdzenie to nie zostało oparte na żadnych argumentach naukowych. Uczniem Saint-Yves d’Alveydry powołanym do zbadania wieku Wielkiego Sfinksa był René A. Schwaller de Lubicz, który w efekcie rozpoczął trwającą do dziś dyskusję nad wiekiem tego zabytku.

## Twórczość
- 1874 – Le Retour du Christ
- 1877 – Clefs de l'Orient
- 1877 – Testament lyrique
- 1878 – Le Mystère du Progrès
- 1879 – De l'utilité des algues marines
- 1882 – Mission des Souverains
- 1882 – Mission des Ouvriers
- 1884 – Mission des Juifs
- 1885 – Les funérailles de Victor Hugo
- 1886 – Mission de l'Inde en Europeä
- 1887 – La France vraie ou la Mission des Français
- 1887 – Voeux du syndicat de la Presse économique
- 1888 – Les Etats-généraux du suffrage universel
- 1889 – Le centenaire de 1789 – Sa conclusion
- 1889 – L'ordre économique dans l'Electorat et dans l’Etat
- 1889 – Le poème de la Reine
- 1889 – Maternité royale et mariages royaux
- 1889 – L'Empereur Alexandre III épopée russe
- 1890 – Jeanne d’Arc victorieuse
- 1903 – Des brevets pour des applications de l'Archéomètre en 1903 et suivantes
- 1909 – Théogonie des Patriarches, wyd. pośmiertne